# أوليفر مارتيني
أوليفر مارتيني (بالإيطالية: Oliver Martini)‏ هو سائق سباق إيطالي، ولد في 12 ديسمبر 1971 في بولونيا في إيطاليا.

## روابط خارجية
- أوليفييه مارتيني على موقع DriverDB.com (الإنجليزية)